# Governador de Hong Kong
O Governador de Hong Kong (chinês tradicional: 香港總督; chinês simplificado: 香港总督; pinyin: Xiānggǎng zǒngdū; literalmente "" ;abreviadamente Chinês: ; pinyin: Xiāngdū; literalmente "") era o mais alto funcionário do Reino Unido que geria Hong Kong durante a época colonial, entre 1841 e 1997, e que era comandante-chefe ex officio  e Vice-Almirante de Hong Kong. 
Com o final da presença britânica e a devolução de Hong Kong à República Popular da China em 1997, o posto foi substituído por um Chefe do executivo. 

## O governador

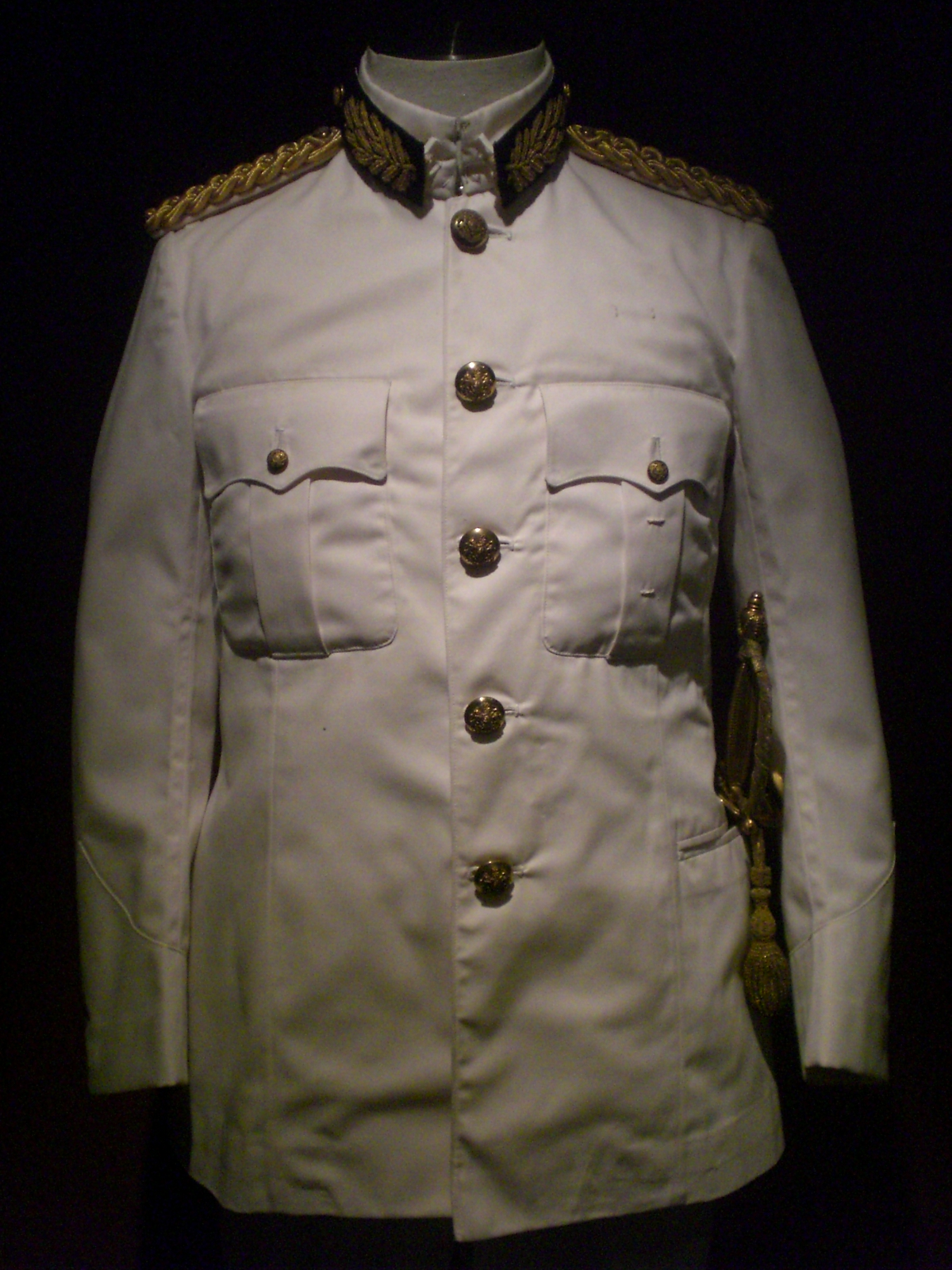
Vestimenta oficial à época.

Os poderes e funções do governador foram definidos na carta-patente de Hong Kong e das instruções reais. O governador, designado pelo monarca britânico após recomendação do primeiro-ministro, manteve o poder executivo em Hong Kong durante todo o mandato britânico, à exceção de uma breve experiência após a Segunda Guerra Mundial, e nenhuma tentativa séria foi feita para instaurar um governo representativo, salvo no final do mandato britânico. 
O governador designava a maior parte dos membros, se não todos, da legislatura da colónia chamada Conselho Legislativo de Hong Kong (conhecido em geral pela abreviatura «LegCo»), que era em grande parte um órgão consultivo até às primeiras eleições indiretads para o LegCo terem lugar em 1985. Todos os membros do Conselho Executivo de Hong Kong (« ExCo »), efetivamente o "cabinet" do Governo, eram também nomeados pelo governador. no início, ambos os conselhos eram dominados por expatriados britânicos, embora a proporção de chineses de Hong Kong tenha subido em anos posteriores. O governador é o  Presidente do Conselho Executivo, e, até 1993, do Conselho Legislativo. 
Chris Patten foi o único político a ser governador de Hong Kong, pois todos os seus predecessores eram membros do corpo diplomático.

## Residência dos governadores
- O primeiro governador, Sir Henry Pottinger residia no antigo edifício da missão francesa de 1843 à 1846. O edifício hoje é a sede do Supremo Tribunal de Hong Kong. O seu sucessor,, John Francis Davis também aí residiu algum tempo, antes de se instalar na Caine Road.
- do 4.ºgovernador (Sir John Bowring) até ao último (Chris Patten), todos residiram na Government House.

## Lista dos governadores
Hong Kong teve 28 governadores e 9 administradores:
| N°                                            | De                | até             | Gouverador                                                 | Administrador                                                               |
| --------------------------------------------- | ----------------- | --------------- | ---------------------------------------------------------- | --------------------------------------------------------------------------- |
|                                               | janeiro 1841      | agosto 1841     |                                                            | Capt. Charles Elliot (義律)                                                 |
|                                               | agosto 1841       | junho 1843      |                                                            | Sir Henry Pottinger (砵甸乍)                                                |
| 1                                             | junho 1843        | maio 1844       | Sir Henry Pottinger (砵甸乍)                               |                                                                             |
| 2                                             | maio 1844         | março 1848      | Sir John Francis Davis (戴維斯 sinon 爹核士)               |                                                                             |
|                                               | março 1848        | março 1848      |                                                            | William Staveley                                                            |
| 3                                             | março 1848        | abril 1854      | Sir George Bonham (文咸)                                   |                                                                             |
| 4                                             | abril 1854        | maio 1859       | Sir John Bowring (寶寧)                                    |                                                                             |
|                                               | maio 1859         | setembro 1859   |                                                            | William Caine                                                               |
| 5                                             | setembro 1859     | março 1865      | Sir Hercules Robinson (夏喬士•羅便臣), depois Lord Rosmead |                                                                             |
|                                               | março 1865        | março 1866      |                                                            | William T. Mercer (孖沙)                                                    |
| 6                                             | março 1866        | abril 1872      | Sir Richard Graves MacDonnell (麥當奴)                     |                                                                             |
|                                               | abril 1872        | abril 1872      |                                                            | Henry Wase Whitfield (威菲路)                                               |
| 7                                             | abril 1872        | março 1877      | Sir Arthur Edward Kennedy (堅尼地)                         |                                                                             |
|                                               | março 1877        | abril 1877      |                                                            | John Cardiner Austin (柯士甸)                                               |
| 8                                             | abril 1877        | março 1882      | Sir John Pope-Hennessy (軒尼詩)                            |                                                                             |
|                                               | março 1882        | março 1882      |                                                            | Malcolm Struan Tonnochy (杜老誌)                                            |
|                                               | março 1882        | março 1883      |                                                            | Sir William H. Marsh (馬殊)                                                 |
| 9                                             | março 1883        | dezembro 1885   | Sir George Bowen (寶雲)                                    |                                                                             |
|                                               | dezembro 1885     | abril 1887      |                                                            | Sir William H. Marsh (馬殊)                                                 |
|                                               | abril 1887        | outubro 1887    |                                                            | Major-General N.G. Cameron (金馬倫)                                         |
| 10                                            | outubro 1887      | maio 1891       | Sir George William Des Vœux (德輔)                         |                                                                             |
|                                               | maio 1891         | dezembro 1891   |                                                            | Major-General Digby Barker (伯加)                                           |
| 11                                            | dezembro 1891     | janeiro 1898    | Sir William Robinson (威廉•羅便臣)                         |                                                                             |
|                                               | fevereiro 1898    | novembro 1898   |                                                            | Major-General Wilsone Black                                                 |
| 12                                            | novembro 1898     | julho 1903      | Sir Henry Arthur Blake (卜力)                              |                                                                             |
|                                               | novembro 1903     | julho 1904      |                                                            | Sir Francis Henry May (梅含理)                                              |
| 13                                            | julho 1904        | abril 1907      | Sir Matthew Nathan (彌敦)                                  |                                                                             |
|                                               | abril 1907        | julho 1907      |                                                            | Sir Francis Henry May (梅含理)                                              |
| 14                                            | julho 1907        | março 1912      | Sir Frederick Lugard (盧押), depois Lord Lugard            |                                                                             |
|                                               | março 1912        | julho 1912      |                                                            | Claud Severn (施勳)                                                         |
| 15                                            | julho 1912        | Setembro 1918   | Sir Francis Henry May (梅含理)                             |                                                                             |
|                                               | setembro 1918     | setembro 1919   |                                                            | Claud Severn (施勳)                                                         |
| 16                                            | setembro 1919     | outubro 1925    | Sir Reginald Edward Stubbs (司徒拔)                        |                                                                             |
|                                               | março 1925        | Novembro 1925   |                                                            | Claud Severn (史雲)                                                         |
| 17                                            | novembro 1925     | fevereiro 1930  | Sir Cecil Clementi (金文泰)                                |                                                                             |
|                                               | fevereiro 1930    | março 1930      |                                                            | Wilfrid Southorn (修頓)                                                     |
| 18                                            | maio 1930         | maio 1935       | Sir William Peel (貝璐)                                    |                                                                             |
|                                               | maio 1935         | setembro 1935   |                                                            | Wilfrid Southorn (修頓)                                                     |
|                                               | setembro 1935     | novembro 1935   |                                                            | Norman Smith (斯密夫)                                                       |
|                                               | novembro 1935     | dezembro 1935   |                                                            | Wilfrid Southorn (修頓)                                                     |
| 19                                            | dezembro 1935     | abril 1937      | Sir Andrew Caldecott (郝德傑)                              |                                                                             |
|                                               | abril 1937        | outubro 1937    |                                                            | Norman Smith (斯密夫)                                                       |
| 20                                            | novembro 1937     | setembro 1941   | Sir Geoffry Alexander Stafford Northcote (羅富國)          |                                                                             |
|                                               | 6 de setembro1941 | 10 setembro1941 |                                                            | Norman Smith (斯密夫)                                                       |
| 21                                            | setembro 1941     | dezembro 1941   | Sir Mark Aitchison Young (楊慕琦)                          |                                                                             |
| interrompido pela invasão e ocupação japonesa |                   |                 |                                                            |                                                                             |
|                                               | dezembro 1941     | fevereiro 1942  |                                                            | Ten-General Takashi Sakai (酒井 隆) e Lt.-Général Masaichi Niimi (新見政一) |
|                                               | fevereiro 1942    | dezembro 1944   | Ten-General Isogai Rensuke (磯谷廉介)                      |                                                                             |
|                                               | fevereiro 1945    | agosto 1945     | Ten-General Hisaichi Tanaka (田中久一)                     |                                                                             |
| interrompido pela invasão e ocupação japonesa |                   |                 |                                                            |                                                                             |
|                                               | agosto 1945       | setembro 1945   |                                                            | Governo provisório de Sir Franklin Charles Gimson                           |
|                                               | setembro 1945     | abril 1946      |                                                            | Governo militar do Rear Admiral Sir Cecil Halliday Jepson Harcourt (夏愨)   |
| 21                                            | maio 1946         | maio 1947       | Sir Mark Aitchison Young (楊慕琦)                          |                                                                             |
| 22                                            | julho 1947        | dezembro 1957   | Sir Alexander Grantham (葛量洪)                            |                                                                             |
|                                               | dezembro 1957     | janeiro 1958    |                                                            | Edgeworth Beresford David                                                   |
| 23                                            | janeiro 1958      | março 1964      | Sir Robert Brown Black (柏立基)                            |                                                                             |
|                                               | março 1964        | abril 1964      |                                                            | Edmund Brinsley Teesdale                                                    |
| 24                                            | abril 1964        | outubro 1971    | Sir David Clive Crosbie Trench (戴麟趾)                    |                                                                             |
|                                               | outubro 1971      | novembro 1971   |                                                            | Sir Hugh Selby Norman-Walker                                                |
| 25                                            | novembro 1971     | abril 1982      | Sir Murray MacLehose (麥理浩), depois Lord MacLehose       |                                                                             |
|                                               | abril 1982        | maio 1982       |                                                            | Sir Philip Haddon-Cave (夏鼎基)                                             |
| 26                                            | maio 1982         | dezembro 1986   | Sir Edward Youde (尤德) (morreu durante o cargo)           |                                                                             |
|                                               | dezembro 1986     | abril 1987      |                                                            | Sir David Akers-Jones (鍾逸傑) (Governador interino)                        |
| 27                                            | abril 1987        | julho 1992      | Sir David Wilson (衛奕信), depois Lord Wilson              |                                                                             |
|                                               | julho 1992        | julho 1992      |                                                            | Sir David Robert Ford (霍德)                                                |
| 28                                            | julho 1992        | junho 1997      | Chris Patten (彭定康), depois Lord Patten                  |                                                                             |

## Locais nomeados em homenagem aos governadores e administradores
- Austin Road (Tsim Sha Tsui)
- Barker Road (The Peak)
- Robert Black College (Universidade de Hong Kong)
- Bonham Road (Mid-levels (Hong Kong))
- Bonham Strand e  - West (Sheung Wan)
- Bowen Road (Happy Valley)
- Bowrington (Wanchai)
- Caine Road (Upper Levels)
- Caine Lane (Upper Levels)
- Caldecott Road (Beacon Hill)
- Cameron Road (Tsimshatsui, Kowloon)
- Clementi Secondary School (North Point)
- Davis Street (Kennedy Town)
- Mount Davis (Hong Kong)
- Des Voeux Road (West and Central), (Central (Hong Kong) a Sai Ying Pun)
- Hennessy Road Wanchai (Hong Kong)
- Kennedy Road Wanchai (Hong Kong)
- Kennedy Town (Ilha de Hong Kong)
- Lugard Road (Mid-levels)
- Macdonnell Road (Mid-levels)
- May Road (Mid-levels)
- MacLehose Trail (Tuen Mun na Península de Sai Kung)
- Mercer Street (Yau Ma Tei)
- Nathan Road (Tsim Sha Tsui em Mong Kok)
- Peel Street (Central (Hong Kong))
- Pottinger Street, Central (Hong Kong)
- Robinson Road (Mid-levels)
- Severn Road (The Peak (Ilha de Hong Kong))
- Sir Cecil's Ride (Ilha de Hong Kong)
- Southorn Sports Ground (Wan Chai)
- Stubbs Road (Happy Valley)
- Sir David Trench Hospital (Nam Long Shan)
- Lord David Wilson Trail (Ilha de Hong Kong)